# Antônio de Arrábida
Francisco Antonio de Arrábida (Lisboa, 9 de setembre de 1771-10 d'abril de 1850) va ser un frare franciscà i un botànic portuguès
Viatjà al Brasil com a conseller Joan VI de Portugal, va ser també tutor en l'educació de Pere II del Brasil, junt amb Mariana Carlota de Verna Magalhães Coutinho.
Va ser designat Conseller d'Estat de l'Imperi del Brasiñ el 1842.